# Hydroxyl-Radikal
Das Hydroxyl-Radikal (OH-Radikal, HO·) ist ein Molekül aus einem Wasserstoff- und einem Sauerstoffatom. Als Radikal besitzt es ein einzelnes, ungepaartes Elektron und ist somit sehr reaktiv. Es entsteht in der Troposphäre aus Ozon und Wassermolekülen beim Auftreffen von UV-Strahlen und bei Gewittern und spielt eine wichtige Rolle beim Sommersmog und für den Abbau vieler Spurengase. Es wird daher als Waschmittel der Atmosphäre bezeichnet.
Weitere Bildungsreaktionen, die teilweise auch in Photoreaktoren zur Untersuchung der Luftchemie ausgenutzt werden, sind die Photolyse von Wasserstoffperoxid
{\displaystyle \mathrm {HOOH\longrightarrow 2\ {\cdot }OH} }
und Salpetriger Säure
{\displaystyle \mathrm {HNO_{2}\longrightarrow {\cdot }OH+NO} }
Auch nachts, in Abwesenheit von Sonneneinstrahlung, entstehen Hydroxyl-Radikale. Als Hauptquelle wird die Reaktion von Ozon mit Olefinen angesehen, die über instabile Alkenylperoxide verläuft.
Auch in vielen Verbrennungsprozessen spielt das OH-Radikal eine bedeutende Rolle, z. B. in der Knallgasreaktion:
{\displaystyle \mathrm {H_{2}\ {\xrightarrow {Energie}}\ H{\cdot }+{\cdot }H\quad (Kettenstart)} }
{\displaystyle \mathrm {H{\cdot }+O_{2}\longrightarrow {\cdot }OH+O{\cdot }} }
{\displaystyle \mathrm {O{\cdot }+H_{2}\longrightarrow {\cdot }OH+H{\cdot }} }
{\displaystyle \mathrm {{\cdot }OH+H_{2}\longrightarrow H_{2}O+H{\cdot }} }
und weitere Reaktionen
1963 wurde OH mit radioastronomischen Methoden auch im interstellaren Medium gemessen.